# 임페리얼 케미컬 인더스트리스
임페리얼 케미컬 인더스트리스(Imperial Chemical Industries, ICI)는 영국의 과거의 화학기업이다. 역사 대부분에서 영국 최대의 제조업체였다. 1926년에 4곳의 주도적인 화학기업들의 합병을 통해 설립되었다. 본사는 런던 밀뱅크에 위치했다. ICI는 FT 30, 이후 FTSE 100 지수의 일부가 되었다.
ICI는 일반화학물질, 플라스틱, 페인트, 의약품, 음식 재료, 특수 중합체, 전기자재, 향수, 향신료 등 특수제품을 제조했다. 2008년 악조노벨에 인수되었고 직후 ICI의 일부를헨켈에 판매하였고 ICI의 나머지 부문은 기존 조직에 통합시켰다.